# Palacio Virreinal
El Palacio Virreinal, también llamado Palazzo Vecchio, fue un palacio de Nápoles, ubicado cerca de la actual plaza Trieste y Trento: construido en 1543, fue demolido en 1837.

## Historia y descripción
Con la caída de los aragoneses, el reino de Nápoles fue conquistado por España en 1503, perdiendo su autonomía: comenzó el virreinato español. La dominación duró aproximadamente dos siglos: este período se considera un período oscuro, aunque Nápoles, entonces una de las ciudades más grandes de Europa, conservó un animado fermento cultural. La ciudad estuvo gobernada por virreyes y estuvo bajo uno de estos, Pedro Álvarez de Toledo y Zúñiga, gobernador de 1532 a 1553, responsable ya de la terminación de las murallas iniciadas por los aragoneses y de la construcción del llamado Barrio Español que se construyó el palacio virreinal: el emplazamiento del nuevo palacio se eligió al final de un camino abierto por el propio Pedro, vía Toledo. El nuevo edificio fue construido a partir de 1543 según un proyecto de los arquitectos Ferdinando Manlio y Giovanni Benincasa: además, entre el palacio y el mar, el rey hizo construir un jardín, cuyas obras ya habían comenzado en 1540, adornado con plantas y animales exóticos. Las decoraciones fueron confiadas a Giovanni Tommaso Villani.  Sin embargo, en 1600, el nuevo virrey, Fernando Ruiz de Castro, con la colaboración de su arquitecto, Domenico Fontana, decidió construir un nuevo Palacio Real: éste se construyó cerca del Palacio Virreinal, que ya había sufrido el derribo de una torre, provocando la indignación de Giovan Battista Cavagna, y utilizó gran parte del terreno ocupado por los jardines. Por tanto, también perdió la función de acoger al virrey. En 1734 Nápoles volvió a ser la capital de un reino autónomo bajo los Borbones: Fernando II de las Dos Sicilias implementó una ampliación del Palacio Real y bajo la dirección de las obras de Gaetano Genovese, el Palacio Virreinal fue demolido en 1837. El Palacio Virreinal estaba situado oblicuamente entre el Palacio Real y el Teatro de San Carlo, en la zona de la actual Piazza Trieste e Trento: era un edificio con patio, de fachada modesta y dos torres en las esquinas, una de las cuales fue demolida poco después. después de su construcción, para dar cabida al Palacio Real en construcción; esencialmente tenía la forma de una residencia fortificada, típica de la época. Además de la planta baja, el palacio contaba con otros dos pisos y, en su interior, una capilla, cuya portada de madera tallada se conserva como puerta de entrada a la capilla del Palacio Real; otras obras de arte del Palacio Virreinal también fueron trasladadas al Palacio Real.